# Урочна система
Урочна система — одна з найжорстокіших форм панщини в Російській імперії 1-ї половини 19 століття, у тому числі в українських губерніях. Після указу від 5 квітня 1797 року, яким рекомендувалося дотримуватися триденної панщини, поміщики, щоб обійти його, запроваджували так звані уроки, тобто певні норми виробітку на кожен день. Здебільшого кріпосниками встановлювалися такі уроки, для виконання яких селянину доводилося працювати по 2—3 дні, а то й більше. Урочна система відволікала селян від роботи у власних господарствах, прирікала їх на розорення й занепад.